# Powiat stanisławowski (Królestwo Kongresowe)
Powiat stanisławowski – historyczny powiat istniejący w latach 1810-1866 na obszarze obecnego województwa mazowieckiego.

## Historia
Powiat powstał w 1810 roku z ziem zajętych przez Księstwo Warszawskie rok wcześniej. Powiat ten znajdował się w departamencie warszawskim. W 1816 roku utworzony został też obwód stanisławowski, gdzie znalazł się powiat stanisławowski i siennicki. W 1842 roku dawne obwody stały się powiatami, w ten sposób powiat stanisławowski powiększył się o obszar powiatu siennickiego. 1 stycznia 1867 roku powiat został podzielony na dwa nowe: miński i radzymiński.